# Cyclops bopsini
Cyclops bopsini is een eenoogkreeftjessoort uit de familie van de Cyclopidae. De wetenschappelijke naam van de soort is voor het eerst geldig gepubliceerd in 1878 door Studer.